# Metapone tillyardi
Metapone tillyardi är en myrart som beskrevs av Wheeler 1919. Metapone tillyardi ingår i släktet Metapone och familjen myror. Inga underarter finns listade i Catalogue of Life.